# 双生视界
《双生视界》（港澳台版名為《少女咖啡槍》）是西山居開發的一款第三人稱射擊遊戲，於2019年9月20日在日本iOS和Android平台發佈，之後在全球各地發行。日服於2021年8月31日停止營運，官方在2022年下半年停止更新內容，2023年各地相繼停止營運。故事講述主人公指揮「08」部隊消滅因新能源「源力」事故出現的各種怪物。

## 遊戲玩法
《双生视界》延續了《少女咖啡枪》的玩法，戰鬥部分採用第三人稱射擊遊戲的玩法，非戰鬥內容採用戀愛養成遊戲玩法。故事發生在一個類似地球的虛構世界，人類發現一種新能源「源力」，在某次源力實驗中，引發災難，半數人類變成名為「骸晶」的怪物，還出現來自異世界的神秘生物「阿爾法」入侵。主人公是少數不受源力污染的人類，他負責指揮超級企業「RoSE」旗下的武裝部隊「08」，還經營一家咖啡廳。08部隊由十二位少女組成，成員裝備特殊戰鬥服「O．T．E」與骸晶和阿爾法戰鬥，平日還擔任咖啡廳的員工。戰鬥部分，採用45°視角彈幕射擊玩法，每場戰鬥最多出場三名角色，角色使用不同的槍械，還能提供隊伍增益。角色和槍械主要通過抽卡獲取，兩者都能升級和強化。非戰鬥部分，除了經營咖啡廳，出售各式咖啡獲得資源，購買各類家具；還有與角色互動增加好感度，角色好感度提高會解鎖對應角色劇情。

## 開發
《少女咖啡枪》在發行後商業表現不佳，西山居讓其開發團隊製作新的二次元遊戲，《少女咖啡枪》製作人袁磊（教主）出任新專案製作人。新專案於2017年立案製作，專案延續《少女咖啡枪》世界觀和設計，團隊從30人擴大到90人，開發成本也翻倍。遊戲原型用了四個月完成，再經過兩個月完善後，團隊憑藉簡報就與bilibili簽訂獨家代理協議。
美術方面，團隊吸取了過去更改人設的教訓，很早就明確了美術風格，測試階段根據玩家反饋，又作出了一些調整。團體也加大了對live2D技術的投入，迭代技術增加立繪的表現力，增加負責live2D的團隊人數，確保每月能穩定產出。角色方面，維持前作的「精细化」路線，只設計少量角色，並圍繞角色設計劇情和各類服飾。玩法方面，專案相比前作增加了彈幕射擊玩法，對戰鬥特效投入也更大，參考了不少日系遊戲的招式插入特寫動畫。同時根據市場調查和前作的開發經驗，刪除了前作的玩家對戰玩法，遊戲重心更偏向角色養成，戰鬥機制降低了操作門檻，更偏重數值。戰鬥關卡早期團隊採用只登場角色的做法，後期改成三個角色同時登場，玩家可以自由切換操控角色。團隊也降低角色培養成本，讓玩家可以培養更多角色。劇情方面，團隊為了提升玩家代入感，使用第一人稱敘事。面對公測初期玩家對劇情的意見，團隊調整了劇情，將相關伏筆提早公開，平息輿論。公測後的新活動內容，團隊增加劇情和關卡設計之間的溝通，以設計更符合世界觀的關卡。

## 發行
《双生视界》作為《少女咖啡枪》的續作，早期中國大陸國內以《少女咖啡枪2》進行宣傳，後以「双生视界」之名申請游戏版号。中國大陸服由bilibili獨家代理發行，2019年9月末，遊戲手機端獲得国家新闻出版署批出的遊戲版號，滿足在中國大陸發行的要求。同年11月19日，遊戲登陸App Store，11月21日在中國大陸各Android軟件分發平台發佈。同日，官方利用上海环球港双子塔外墻的屏幕宣傳遊戲。
海外發行方面，2019年東京電玩展期間，西山居宣佈遊戲將於2019年9月20日在日本App Store和Google Play推出，Marvelous負責當地營運。由於遊戲前作《少女咖啡枪》沒有在日本發行，所以該作在日使用《少女咖啡枪》名義發行。2020年6月29日，西山居在日本成立分公司，同年7月22日接手日服營運權。港台服由小萌科技負責當地營運，遊戲主題曲《少女・咖啡・槍》由AKB48 Team TP演唱，遊戲於2020年4月16日公測。國際服於2021年9月9日公測，由bilibili負責營運。韓國服由bilibili負責當地營運，遊戲主題曲《R.o.S.E BLUE》由Dreamcatcher演唱。韓國服於2020年6月20日開始封閉測試，同年7月15日公測。
各地伺服器中，日服最早於2021年8月31日宣佈停運。2022年6月，遊戲官方宣佈主線劇情和角色劇情作「最終更新」後，遊戲將停止所有更新。同月20日，港台服停運，韓國服於同年3月23日停運，國際服於同年5月26日停運，中國大陸服於同年12月21日停運。

## 反響及評價

### 評價
游戏葡萄、游戏大观、电玩巴士稱讚該作在各方面均做得比前作好。角色設計獲得正面的評價，遊戲東亞認為角色及相關養成系統是該作最大的優勢。电玩巴士、Appget、4Gamer.net和17173网對角色的Live2D立繪評價正面，立繪有豐富的表情和動作。不過电玩巴士評論員李祎也提到，豐富的Live2D立繪，也意味著當時一般手機性能需要耗費更長的加載時間。17173网評論員表示Live2D立繪也增強了「剧情的演绎表现力」，提高沉浸感。Appget評論員（Murasaki）還表揚開發團隊的日文配音選角，如使用釘宮理惠聲演傲嬌角色。
玩法方面，李祎認為一般關卡難度適中，頭目戰難度較高，由於是同時控制三個角色，對操作要求偏高，一般手機性能未必能很好操作。17173网評論員也提到戰鬥時，需要同時兼顧三個角色不受攻擊，是「致命的缺点」。他還留意到遊戲提供了自動戰鬥通關模式，減少玩家的操作門檻。少數關卡如頭目戰可能需要玩家操作，但是也能通過強化角色，「战力碾压」自動通關。
劇情的評價不一，李祎表示世界觀和劇情在當時同類二次元作品中算是「佼佼者」，不過仍然有一些「流水账式的俗套剧情」。17173网評論員批評劇情風格與美術風格「完全不搭」，他認為劇情過於沉重，未來可能會傷害到玩家的感情。

### 商業表現
港台服在公測前預約人數超過50萬。日服遊戲下載量於2019年11月突破五十萬。中國大陸服在公測前預約人數超過250萬，iOS發售首日，遊戲登上App Store免費榜首位，暢銷榜第六位。

## 外部連結
- 官方网站：中國大陸、港台